# 拉热斯 (北大河州)
拉热斯（葡萄牙語：Lajes）是巴西北大河州的一个市镇。总面积676.417平方公里，总人口9925人，人口密度14.7人/平方公里。